# 第20回NHK紅白歌合戦
『第20回NHK紅白歌合戦』（だいにじゅっかいエヌエイチケイこうはくうたがっせん）は、1969年（昭和44年）12月31日（JST）に東京宝塚劇場で行われた通算20回目のNHK紅白歌合戦である。21時から23時45分にNHKで生放送された。紅組が優勝（通算10勝10敗）。
2025年（令和7年）2月11日、NHKの放送100年プロジェクトに当たって『みんなのベスト紅白 懐かしの「NHK紅白歌合戦〜第20回」（リマスター版）』が15時5分から17時51分に総合テレビで放送された。

## 出演者

### 司会者
- 紅組司会：伊東ゆかり[2] - 歌手。『歌の祭典』司会。
- 白組司会：坂本九 - 歌手。
- 総合司会：宮田輝 - NHKアナウンサー

伊東は「歌の祭典」での司会が好評であったことから早い段階から担当が内定しており、発表の際のコメントでは「夏ごろからプロデューサーにしごかれて、おかしいとは思っていた」と語った。
坂本・宮田は2年連続で担当。
前回紅組司会を担当した水前寺清子は、この年10月開始の日本テレビ系列『NTV紅白歌のベストテン』のキャプテン役になったため見送りになる。
その他、石坂浩二（大河ドラマ『天と地と』主演）、吉永小百合（翌年の大河ドラマ『樅ノ木は残った』出演）、佐良直美、堺正章などが司会候補に挙がっていたという。

### 出場歌手
初出場、      返り咲き
| 曲順 | 組 | 歌手名                     | 回 | 曲目                       |
| ---- | -- | -------------------------- | -- | -------------------------- |
| 1    | 紅 | 青江三奈                   | 3  | 池袋の夜                   |
| 2    | 白 | 布施明                     | 3  | バラ色の月                 |
| 3    | 紅 | いしだあゆみ               | 初 | ブルー・ライト・ヨコハマ   |
| 4    | 白 | 千昌夫                     | 2  | 君がすべてさ               |
| 5    | 紅 | 小川知子                   | 2  | 初恋のひと                 |
| 6    | 白 | 西郷輝彦                   | 6  | 海はふりむかない           |
| 7    | 紅 | カルメン・マキ             | 初 | 時には母のない子のように   |
| 8    | 白 | アイ・ジョージ             | 10 | ク・ク・ル・ク・ク・パロマ |
| 9    | 紅 | 越路吹雪                   | 15 | 愛の讃歌                   |
| 10   | 白 | 春日八郎                   | 15 | 別れの一本杉               |
| 11   | 紅 | 奥村チヨ                   | 初 | 恋泥棒                     |
| 12   | 白 | ザ・キング・トーンズ       | 初 | グッド・ナイト・ベイビー   |
| 13   | 紅 | 水前寺清子                 | 5  | 真実一路のマーチ           |
| 14   | 白 | 三田明                     | 6  | サロマ湖の空               |
| 15   | 紅 | 由紀さおり                 | 初 | 夜明けのスキャット         |
| 16   | 白 | デューク・エイセス         | 7  | 筑波山麓合唱団             |
| 17   | 紅 | 伊東ゆかり                 | 7  | 宿命の祈り                 |
| 18   | 白 | 菅原洋一                   | 3  | 潮風の中で                 |
| 19   | 紅 | 岸洋子                     | 6  | 夜明けのうた               |
| 20   | 白 | 坂本九                     | 9  | 見上げてごらん夜の星を     |
| 21   | 紅 | 森山良子                   | 初 | 禁じられた恋               |
| 22   | 白 | 鶴岡雅義と東京ロマンチカ   | 2  | 君は心の妻だから           |
| 23   | 紅 | 島倉千代子                 | 13 | すみだ川                   |
| 24   | 白 | 三波春夫                   | 12 | 大利根無情                 |
| 25   | 白 | 橋幸夫                     | 10 | 京都・神戸・銀座           |
| 26   | 紅 | 弘田三枝子                 | 6  | 人形の家                   |
| 27   | 白 | 佐川満男                   | 3  | 今は幸せかい               |
| 28   | 紅 | 黛ジュン                   | 3  | 雲にのりたい               |
| 29   | 白 | 村田英雄                   | 9  | 王将                       |
| 30   | 紅 | 西田佐知子                 | 9  | アカシアの雨がやむとき     |
| 31   | 白 | 水原弘                     | 6  | 君こそわが命               |
| 32   | 紅 | 梓みちよ                   | 7  | こんにちは赤ちゃん         |
| 33   | 白 | 美川憲一                   | 2  | 女とバラ                   |
| 34   | 紅 | 高田恭子                   | 初 | みんな夢の中               |
| 35   | 白 | ダークダックス             | 12 | あんな娘がいいな           |
| 36   | 紅 | 中尾ミエ                   | 8  | 忘れられた坊や             |
| 37   | 白 | 内山田洋とクール・ファイブ | 初 | 長崎は今日も雨だった       |
| 38   | 紅 | ピンキーとキラーズ         | 2  | 星空のロマンス             |
| 39   | 白 | フランク永井               | 13 | 君恋し                     |
| 40   | 紅 | ザ・ピーナッツ             | 11 | ウナ・セラ・ディ東京       |
| 41   | 白 | 舟木一夫                   | 7  | 夕映えのふたり             |
| 42   | 紅 | 佐良直美                   | 3  | いいじゃないの幸せならば   |
| 43   | 白 | 北島三郎                   | 7  | 加賀の女                   |
| 44   | 紅 | 都はるみ                   | 5  | はるみの三度笠             |
| 45   | 白 | 森進一                     | 2  | 港町ブルース               |
| 46   | 紅 | 美空ひばり                 | 14 | 別れてもありがとう         |

応援合戦での曲目
- 紅組
  - 「恋はおしまい」：ザ・ピーナッツ、全員
  - 「雨」：伊東ゆかり
  - 「ラブ・ミー・トゥナイト」：弘田三枝子
  - 「西暦2525年」：ザ・ピーナッツ、全員
  - 「レット・ザ・サンシャイン・イン」（曲名表示なし）
  - 踊り：金井克子、浦辺日佐夫とワールドダンサーズ
- 白組
  - 「のってる音頭」[注釈 2]、「大変うたい込み」[注釈 3]、「会津磐梯山」、「ドリフのズンドコ節」：ザ・ドリフターズ

これらの他、OPでは紅組の伊東・中尾・いしだと白組の坂本・水原・西郷による「黒ネコのタンゴ」の替え歌での応援合戦が行われた。

#### 選考を巡って
- 前回の出場歌手の中より今回不選出となった歌手は以下。
  - 紅組：江利チエミ、扇ひろ子、九重佑三子、中村晃子、三沢あけみ、園まり、ペギー葉山
  - 白組：黒沢明とロス・プリモス、ジャッキー吉川とブルー・コメッツ、バーブ佐竹

前回まで16回連続出場中（当時の紅白最多記録）だった江利チエミが、今回の人気投票でも上位3名の中に入っていたのにもかかわらず落選となり、大きな波紋を呼んだ。
江利の落選理由は、前回まで江利は後半トップバッターを、島倉千代子は前半トリを、美空ひばりは紅組トリをそれぞれ務め、ベテラン歌手のバランスを保っていたが、今回ではひばりをトリから外し紅組トリを新しい世代にバトンタッチする計画が浮上。その場合、それまでトリを務めていたひばりは前半トリで歌い、それまで前半トリで歌っていた島倉を後半トップの位置にするのが妥当だと製作側は考え、それまで後半トップだった江利が押し出される形になったことである。しかし、実際にはひばりは例年通り大トリを務め、島倉も前回までと同様に前半トリを務めた[5]。

### 演奏
- 紅組：前半 - 原信夫とシャープス・アンド・フラッツ（指揮：原信夫）、後半 - 小野満とスイング・ビーバーズ（指揮：小野満）
- 白組：前半 - 有馬徹とノーチェ・クバーナ（指揮：有馬徹）、後半 - 宮間利之とニュー・ハード（指揮：宮間利之）
- 東京放送管弦楽団、新室内楽協会
- 三味線：美智文、豊寿
- ギター：小鈴二郎、野口武義
- 合唱：ザ・ヴァイオレッツ
- 編曲：宮川泰、川口真、片山光俊、小町昭、荒木圭男、小山内たけとも、内藤法美、森岡賢一郎、高見弘、三保敬太郎、東海林修
- 指揮《蛍の光》：藤山一郎

### 審査員
- 浅丘ルリ子 - 女優。
- 市川海老蔵[注釈 4] - 歌舞伎俳優。この年、十代目・市川海老蔵を襲名。
- 今井通子 - 医師・登山家。この年、女性初のアイガー制覇。
- 大谷直子 - 女優。この年の連続テレビ小説『信子とおばあちゃん』のヒロイン・小宮山信子役。
- 菅野義丸 - 日本万国博覧会協会副会長。
- 佐藤愛子 - 作家。この年、『戦いすんで日が暮れて』で第61回直木賞受賞。
- 鶴岡一人 - NHK野球解説者。前年を以て南海ホークスの監督を勇退。
- 平幹二朗 - 俳優。翌年の大河ドラマ『樅ノ木は残った』の主人公・原田甲斐役。
- 各地方の視聴者代表8名。
- 中山卯郎 - NHK芸能局長（審査委員長）。

### その他ゲスト
- 藤田まこと
- なべおさみ
- ハナ肇とクレージーキャッツ
- 水の江瀧子 - 紅組司会経験者。
- 森光子 - 同上。
- 林美智子 - 同上。
- 黒柳徹子 - 同上。
- 金井克子 - 応援合戦を担当。
- 浦辺日佐夫とワールド・ダンサーズ - 同上。
- ザ・ドリフターズ - 同上。
- 西山千 - 日英同時通訳者。
- 森繁久彌
- 左卜全
- 月の家圓鏡[注釈 5]
- 三浦布美子
- 三遊亭小圓遊
- 鞍馬天狗の出演者たち[6]、高橋英樹、瑳川哲朗、古今亭志ん朝、浜木綿子、若駒剣など。
- 宮川泰
- 関敬六
- 南利明
- 井上忠夫

## 当日のステージ・エピソード
- これまで舞台の袖に設置されていた歌手席が、メインセットの一部として中央に置かれ、出場歌手は自分の出番以外でもテレビでの露出が増えた。その影響からオーケストラが両脇に移動。また、審査員席はこれまでの客席前列から舞台上手（白組側）に設けられた。
- この年からTBS系列『日本レコード大賞』も同じ12月31日の19:00 - 20:51に開催されるようになり、歌手達の『レコード大賞』から紅白への移動が始まった（この大移動は『日本レコード大賞』の開催日変更により2005年で終了した）。
- オープニングの入場行進時に出場歌手名がテロップで流れるようになった。そのオープニングに使われる曲「乾杯の歌」は、この年のみ非行進曲にアレンジしたものが使用された。
- この年の夏に第1回『思い出のメロディー』が放送されるなど、「懐メロブーム」が巻き起こっていた。このため、江利に代わって最多出場となった越路吹雪、春日八郎らベテラン歌手を筆頭に、かつてのヒット曲が多数盛り込まれた[7]。
- 前々回以来の「両軍司会者によるじゃんけん先攻決め」が登場。伊東と坂本がステージ中央に来ると、年明けの1970年1月10日から総合テレビで放送される音楽番組『ステージ101』に出演するヤング101が応援役として男女に分かれて各々2人の後ろに回り、2人はヤング101の掛け声に合わせてじゃんけんをした。結果は3度のあいこの末、伊東がグー、坂本がチョキで伊東が勝ち、紅組が先攻となった（前々回も紅組が勝ったため、白組は1回も勝てなかった）。
- 歴代紅組司会者である水の江瀧子・黒柳徹子・森光子・林美智子がゲスト出演した。
- カルメン・マキはジーンズに裸足の出で立ちで｢時には母のない子のように｣で出場。佐良直美と森山良子がギター伴奏で応援した。
- 奥村チヨはこの年のヒット曲「恋の奴隷」の歌詞がNHKの内部規則に違反するため歌唱できず、続いてヒットした「恋泥棒」を歌った[8]。
- デューク･エイセス「筑波山麓合唱団」の時に、4体のカエルの着ぐるみが登場。会場をわかせたが、着ぐるみに入っていたのは坂本九・千昌夫・佐川満男・北島三郎だった。
- 大トリの美空ひばりは、通算10回目のトリ。対する白組のトリには出場2回目の森進一が抜擢された。
- 今回の優勝旗返還・授与はNHK、芸能局長ではなく宮田だった。以後、総合司会が優勝旗授与を行うケースは第56回（2005年）[注釈 6]までなかった。
- 今回の勝敗判定の電光掲示板はステージで上からぶら下がる方式ではなく、審査員席の後方上部に設けられていた。
- 本放送（カラー放送）は、放送用ビデオテープ（2インチVTR）に収録されたとされているが、放送終了後に消去されて他の番組に使い回されたため、NHKによる原本は残っていない。現存する映像は総合司会を務めた宮田輝の夫人が自宅で録画し、後にNHKに提供されたモノクロVTRのみである。そのモノクロVTRは完全版である。リハーサルの模様は、鮮明なカラーのフィルム映像（ニュース取材用と同規格のもの）で現存している。
- 今回使用したステージメインマイクロホンは、ナショナルWM-780Gを使用。由紀さおり、弘田三枝子、水原弘などはAIWAの DM-68ハンドマイクを使用。
- 視聴率は69.7%となり、史上初めて70%台を割る。

## 後日譚
- 坂本の白組司会は今回限りで、翌年の第21回では宮田が3年ぶりに白組司会に復帰する。この後、タレントの白組司会は、第37回（1986年）の加山雄三まで待つことになる。
- 2003年度下期の連続テレビ小説『てるてる家族』でいしだあゆみをモデルにした役・夏子（演：上原多香子）が紅白歌合戦に出場したシーンで、今回の舞台セットや歌唱シーンが再現された。